# Sclerophyton
Sclerophyton es un género de hongos liquenizados en la familia Roccellaceae.